# Cretodytes
Cretodytes is een geslacht van kevers uit de familie  waterroofkevers (Dytiscidae).
Het geslacht is voor het eerst wetenschappelijk beschreven in 1977 door Ponomarenko.

## Soorten
Het geslacht omvat de volgende soort:
- Cretodytes latipes Ponomarenko, 1977